# 권주석
권주석(1999년 5월 11일 ~)은 대한민국의 배우이다. 

### 학력
- 동국대학교 연극학부

### 드라마
- 2023년 Wavve & WATCHA & TVING 오리지널 시리즈 7부작 웹 드라마 《[[소년을 위로해줘 (드라마)|소년을 위로해줘》
- 2024년 KBS2 수목 미니시리즈 《완벽한 가족》
- 2024년 COUPANG PLAY 오리지널 시리즈 《새벽 2시의 신데렐라》
- 2025년 MBC 2부작 금토 미니시리즈 《맹감독의 악플러》